# Ian Preece
Ian Preece, valižanski igralec snookerja, * 23. junij 1982.

## Kariera
Preece prihaja iz mesta Newport, Wales. Potem ko je bila za njim zelo uspešna mladinska in amaterska kariera (med drugim je leta 1999 postal najmlajši zmagovalec Svetovnega amaterskega prvenstva v zgodovini turnirja), se je leta 2001 podal v poklicne vode. Trenutno zaseda 66. mesto na svetovni jakostni lestvici, najvišje pa je bil v sezoni 2008/09, ko je držal 55. mesto.
Na turnirjih za jakostno lestvico je njegova najboljša uvrstitev uvrstitev med najboljših 48 igralcev turnirja. To mu je do sedaj uspelo štirikrat: leta 2007 na turnirjih Welsh Open, China Open in UK Championship in leta 2008 na turnirju Shanghai Masters.

## Osvojeni turnirji

### Amaterski turnirji
- EBSA evropsko prvenstvo do 19 let, 1998
- IBSF svetovno amatersko prvenstvo, 1999